# Capsule Sarco
 (septembre 2024).
La mise en forme du texte ne suit pas les recommandations de Wikipédia : il faut le « wikifier ».
Les points d'amélioration suivants sont les cas les plus fréquents. Le détail des points à revoir est peut-être précisé sur la page de discussion.
- Les titres sont pré-formatés par le logiciel. Ils ne sont ni en capitales, ni en gras.
- Le texte ne doit pas être écrit en capitales (les noms de famille non plus), ni en gras, ni en italique, ni en « petit »…
- Le gras n'est utilisé que pour surligner le titre de l'article dans l'introduction, une seule fois.
- L'italique est rarement utilisé : mots en langue étrangère, titres d'œuvres, noms de bateaux, etc.
- Les citations ne sont pas en italique mais en corps de texte normal. Elles sont entourées par des guillemets français : « et ».
- Les listes à puces sont à éviter, des paragraphes rédigés étant largement préférés. Les tableaux sont à réserver à la présentation de données structurées (résultats, etc.).
- Les appels de note de bas de page (petits chiffres en exposant, introduits par l'outil «  Source ») sont à placer entre la fin de phrase et le point final[comme ça].
- Les liens internes (vers d'autres articles de Wikipédia) sont à choisir avec parcimonie. Créez des liens vers des articles approfondissant le sujet. Les termes génériques sans rapport avec le sujet sont à éviter, ainsi que les répétitions de liens vers un même terme.
- Les liens externes sont à placer uniquement dans une section « Liens externes », à la fin de l'article. Ces liens sont à choisir avec parcimonie suivant les règles définies. Si un lien sert de source à l'article, son insertion dans le texte est à faire par les notes de bas de page.
- La présentation des références doit suivre les conventions bibliographiques. Il est recommandé d'utiliser les modèles {{Ouvrage}}, {{Chapitre}}, {{Article}}, {{Lien web}} et/ou {{Bibliographie}}. Le mode d'édition visuel peut mettre en forme automatiquement les références.
- Insérer une infobox (cadre d'informations à droite) n'est pas obligatoire pour parachever la mise en page.

Pour une aide détaillée, merci de consulter Aide:Wikification.
Si vous pensez que ces points ont été résolus, vous pouvez retirer ce bandeau et améliorer la mise en forme d'un autre article.
 (septembre 2024).

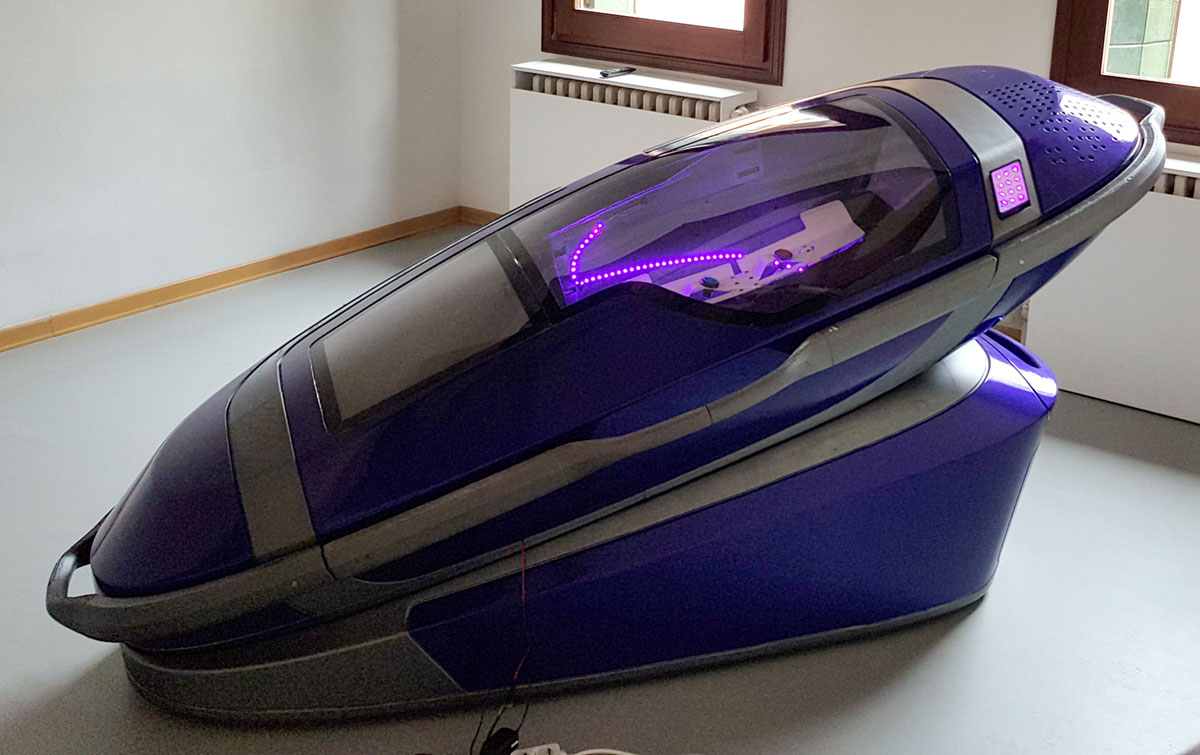
Sarco, un dispositif d'euthanasie inventé par Philip Nitschke

La Capsule Sarco (également connu sous le nom de Pegasos) est un dispositif d'aide au suicide constitué d'une capsule détachable imprimée en 3D montée sur un support contenant une cartouche d'azote liquide. Elle permet de mourir par suicide par asphyxie au gaz inerte. « Sarco » est l'abréviation de « sarcophage »,. Il est utilisé en combinaison avec un gaz inerte (de l'azote) qui diminue rapidement la concentration d'oxygène dans l'air, ce qui évite la panique et la sensation d'étouffement avant l'inconscience, connue sous le nom de réponse d'alarme hypercapnique causée par la présence de concentrations élevées de dioxyde de carbone dans le sang. La Capsule Sarco a été inventée par le militant pour l'euthanasie Philip Nitschke en 2017. Nitschke a déclaré en 2021 qu'il avait demandé et reçu des conseils juridiques sur la légalité de l'appareil en Suisse.

## Histoire
Le Sarco est une variante de la mort hypoxique fournie par un sac à suicide. De nombreuses personnes n’envisageront pas l’euthanasie par sac à suicide pour différentes raisons (notamment esthétiques, ou par claustrophobie). Le Sarco a été développé pour répondre à ces objections.

## Justice
Des arrestations ont eu lieu en Suisse après qu'une Américaine a utilisé une Capsule Sarco le lundi 23 septembre 2024. Le parquet du canton de Schaffhouse a ouvert une procédure pénale pour incitation et aide au suicide.